# Abel Folk
Abel Folk, né le 28 août 1959 à Montesquiu, en Catalogne, est un acteur espagnol.

## Filmographie partielle
- 1984 : Hombres que rugen, de Ignacio Iquino
- 1987 : L'escot
- 1987 : Mi general
- 1987 : Barrios altos
- 1989 : Los días del cometa
- 1992 : Havanera 1820, de Antoni Verdaguer
- 1992 : El largo invierno de Jaime Camino
- 1993 : Monturiol, el senyor del mar, de Francesc Bellmunt
- 1994 : La Guerre des sexes (All Tied Up) (TV)
- 1994 : La Lune et le Téton (La teta y la luna), de Bigas Luna
- 1995 : Gimlet, de José Luis Acosta
- 1995 : El porqué de las cosas, de Ventura Pons
- 1995 : Pareja de tres, de Antoni Verdaguer
- 1996 : Raons sentimentals
- 1998 : Subjúdice
- 2000 : El viaje de Arián, de Eduard Bosch
- 2002 : La Danse de l'oubli (The dancer upstairs)
- 2003 : Face of Terror (TV)
- 2004 : Braquage à l'espagnole (Art Heist) (TV)
- 2004 : Iris
- 2004 : Golpe maestro
- 2005 : L'est de la brúixola
- 2006 : Animals ferits
- 2006 : 53 días de invierno
- 2006 : Les Cheetah Girls 2 (The Cheetah Girls 2) (TV)
- 2006 : G.A.L (Gal)
- 2006 : El coronel Macià, de Josep Maria Forn
- 2007 : Próxima, de Carlos Atanes
- 2007 : Savage Grace
- 2007 : Derrière le mensonge (The Deal) (TV)
- 2008 : Vicky Cristina Barcelona
- 2009 : Xtrems
- 2016 : La Promesse (The Promise) de Terry George : Harut
- 2018-2018 : Si je ne t'avais pas rencontrée (Si no t'hagués conegut) : Joan
- 2020 : L'Autre Côté : Luis Covarrubias